# Ozarba albomediovittata
Ozarba albomediovittata is een vlinder van de familie van de uilen (Noctuidae). De wetenschappelijke naam van deze soort is voor het eerst voorgesteld door Emilio Berio in een publicatie uit 1937.
De soort komt voor in Ethiopië, Somalië, Kenia, Tanzania en Zuid-Afrika.